# زراره (مرودشت)
زراره یک منطقهٔ مسکونی در ایران است که در دهستان رامجرد دو واقع شده‌است. زراره ۵۴۳ نفر جمعیت دارد.